# 耶利哥戰役
耶利哥戰役是《希伯來聖經·約書亞記》中記載的事件，它是以色列人征服迦南的第一場战役。根據《約書亞記》，以色列人在約書亞領導下每天繞著城牆行軍，第七天行軍七次，然後吹響羊角，耶利哥的城牆就垮了。根據《舊約聖經》推算，約書亞的年代可以早至公元前15世紀，然而接受《出埃及記》含有史實的學者們多數認為其年代是公元前13世紀。发掘圣经裡的耶利哥遺址，則证实这个故事不是真的，这个故事起源於很久以后猶大王國的民族主义宣传，主張對以色列王国領土的所有權。由於《約書亞記》是在戰役幾世紀以後為了神学目的而撰寫，其記載又缺乏考古证据，导致威廉·丹佛等考古学家将耶利哥陷落的故事描述为“毫無事實根據”。

## 圣经记载

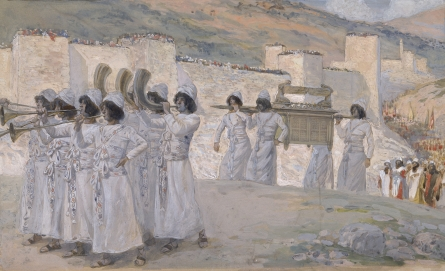
耶利哥戰役吹七個羊角

《約書亞記》是以色列如何征服迦南的故事。以色列人的首领約書亞决定從耶利哥開始征服迦南，他派遣了两名间谍，发现該地惧怕以色列人和他们的上帝。耶和華吩咐約書亞，以色列人要連續六天每天繞城一次，帶兵器的走在前面，七個祭司拿七個羊角邊走邊吹，祭司们抬着約櫃，後隊隨着約櫃走。第七天，以色列人绕墙行軍七次，然后祭司们吹公羊的角，以色列人大声喊叫，城墙就倒了。他们遵循上帝的律法，杀死了每个男人，女人和孩子，以及牛，羊和驴。只有庇護间谍的迦南妓女喇合與她的父母，兄弟和所有“那些属于她的人”才得以幸免。約書亞然后诅咒任何重建地基和大门的人，他们的长子和幼子會分别死亡。这個诅咒最终由亞哈国王统治期间的Hiel the Bethelite應驗。

## 起源与历史

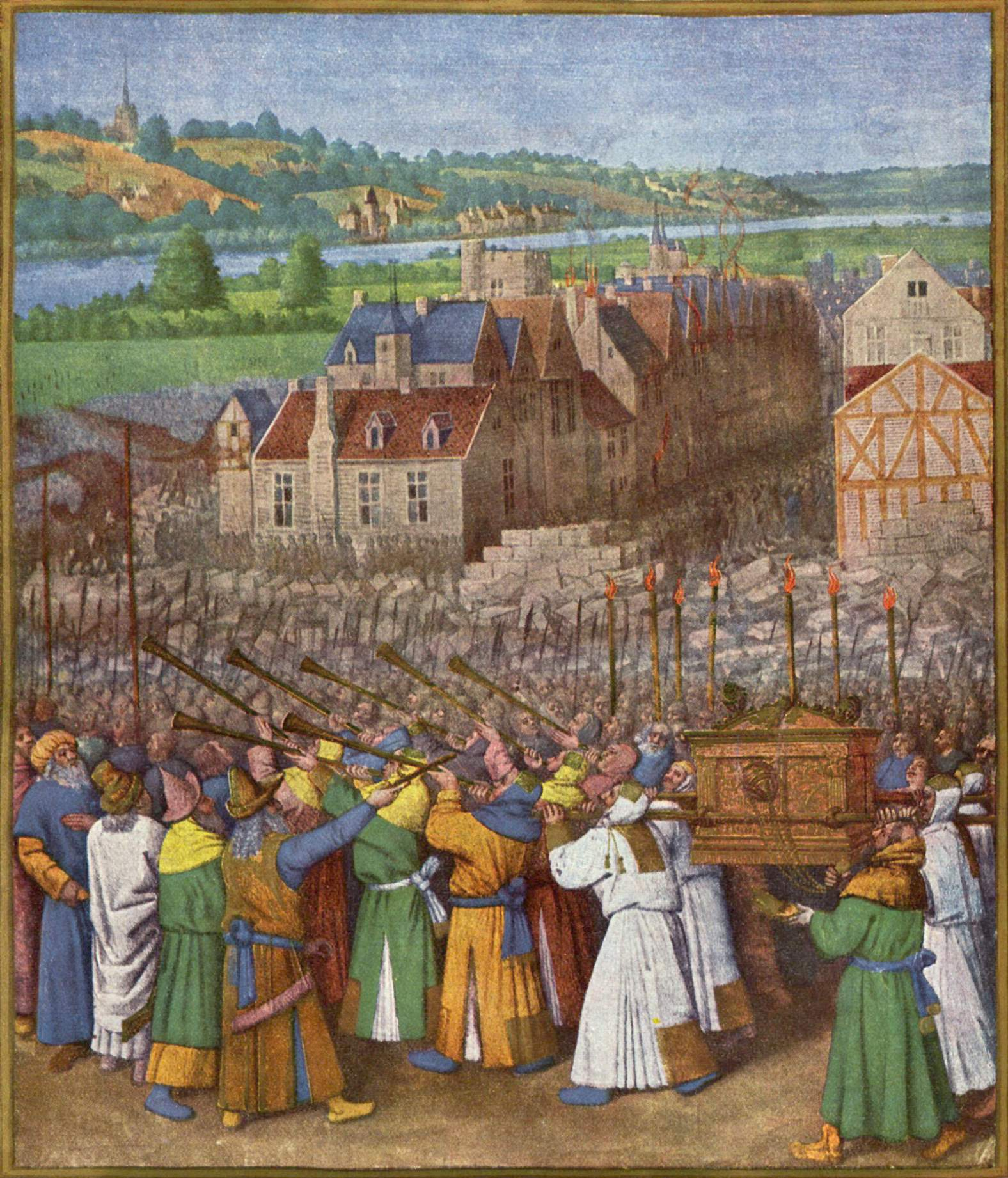
讓·富凱所繪戰役

1868年，查爾斯·沃倫斷定耶利哥土墩是耶利哥的所在地。1930-36年间，约翰·加斯唐在該地进行了发掘，发现了倒塌的耶利哥城墙的遺蹟，年代可追溯到公元前1400年。凯瑟琳·凯尼恩（Kathleen Kenyon）在1952年至1958年间重新进行挖掘，证明了城牆是在公元前1500年左右的埃及战役期间被毀，耶利哥在公元前13世纪中叶（約書亞征服迦南的年代）已經完全被废弃。1995年的放射性碳定年证实了凯尼恩的工作，城牆被毀可追溯到公元前17世纪后期或16世纪。公元前15世纪該地重建了沒有城墙的小聚落，但該土墩从公元前15世纪后期直到公元前9至10世纪都无人居住。 
学者们几乎一致同意《約書亞記》没有历史价值。它起源於与其描述的时代相去甚远的年代，它的目的主要是神学，详细说明了以色列和其领导人對《申命記》中闡明的教义和法律恪守與否所受的評斷。耶利哥和其余征服的故事代表了公元前722年后猶大王國国王主張擁有以色列王國土地的民族主义宣传；这些章节后来被合并为《約書亞記》的早期形式，在約西亞国王统治时期（公元前640年至609年在位）写成书，该书在公元前586年耶路撒冷陷于巴比伦人之后修改完成，成書時間可能遲至538年从巴比伦流放者返回后。